# Román Chalbaud
Román Chalbaud   (Mérida, 10 d'octubre de 1931 - Caracas, 12 de setembre de 2023) va ser un dramaturg, director de teatre, de cinema i televisió de Veneçuela. Va ser president de les principals organitzacions de teatre, televisió i cinema de Veneçuela. Un documental sobre la seva vida i obra anomenada Román en el universo de las maravillas, produït per cineastes argentins, fou estrenat el 17 de març de 2018 a Altamira a la Fundación Centro de Estudios Latinoamericanos Rómulo Gallegos.

## Biografia
Es va traslladar a Caracas amb la seva àvia als sis anys, i va ser vist a la ciutat com un «noi amb discapacitat en l'aprenentatge». De jovenet va mostrar inclinació a la poesia. Després de deixar el batxillerat, Chalbaud va estudiar durant dos anys al Teatre Experimental de Caracas, i després va estudiar direcció amb Lee Strasberg a Nova York.
Va començar la seva carrera cinematogràfica al començament dels anys 1950, com a assistent de direcció del realitzador mexicà Víctor Urruchúa, qui va realitzar a Veneçuela dues pel·lícula: Seis meses de vida i Luz en el páramo.
El primer llargmetratge dirigit per Chalbaud, Caín adolescente (1959) va ser una adaptació de la seva primera obra de teatre. Des de llavors va dirigir més de 20 llargmetratges entre els quals El pez que fuma (1977), La oveja negra (1987) i Pandemonium, la capital del infierno (1997).
A televisió va dirigir nombroses produccions, tals com: El cuento venezolano televisado, Boves, el Urogallo, sobre la novel·la de Francisco Herrera Luque; La trepadora de Rómulo Gallegos; La hija de Juana Crespo de José Ignacio Cabrujas, Salvador Garmendia i Ibsen Martínez, El asesinato de Carlos Delgado Chalbaud, entre d'altres. Va dirigir la sèrie televisiva Amores de barrio adentro de Rodolfo Santana. El 2008 al costat de la fundació Villa del Cine va dirigir un llargmetratge d'època sobre la vida d'Ezequiel Zamora, que es va estrenar el 2009.
Va ser nomenat president de l'Asociación Nacional de Autores Cinematográficos el 1978 i va ser director general de la Cinemateca Nacional de Venezuela durant dos anys. Chalbaud va dimitir de Radio Caracas el 1982. El 1985 el Festival Internacional de Cinema de Sant Sebastià li va dedicar una retrospectiva i va participar al jurat d'aquest festival el 1990.
El juny de 2018 va declarar que estava a la preproducció per a una trilogia cinematogràfica sobre la vida d'Hugo Chávez. Alfonso Molina, en el seu llibre sobre el director del 2002, va escriure que no es pot entendre totalment la cultura sociopolítica de Veneçuela sense veure les pel·lícules de Chalbaud.

## Filmografia com a director

### Cinema
- Chávez: El comandante arañero
- La planta insolente (2017)
- Días de poder (2011)
- Zamora, tierra y hombres libres (2009)
- El Caracazo (2005)
- Pandemonium, la capital del infierno (1997)
- El corazón de las tinieblas (1990)
- Cuchillos de fuego (1990)
- La oveja negra (1987)
- Manon (1986)
- Ratón de ferretería (1985)
- Cangrejo II (1984)
- La gata borracha (1983)
- Cangrejo (1982)
- Bodas de papel (1979)
- El rebaño de los ángeles (1979)
- Carmen, la que contaba 16 años (1978)
- El pez que fuma (1977)
- Sagrado y obsceno (1976)
- La quema de Judas (1974)
- Chévere o La victoria de Wellington (1971)
- Cuentos para mayores (1963)
- Caín adolescente (1959)

### Televisió
- Amores de barrio adentro (2005)
- Las González (2002)
- Guerra de mujeres (2001)
- Amantes de luna llena (2000)
- El perdón de los pecados (1996)
- Crónicas del asombro (1993)
- La historia del Cine Venezolano (1992)
- Joseph Conrad (1991)
- Tormento (1987)
- La hija de Juana Crespo (1977)
- Boves, el urogallo (1974)
- La trepadora (1973)
- La doña (1972)
- Sacrificio de mujer (1972)
- Bárbara (1971)
- Niebla (1957)
- Marianela (1957)
- Bodas de sangre (1957)
- La piel de zapa (1956)
- Crimen y castigo (1956)
- El cuento venezolano televisado (1954)
- Teatro en el tiempo (1954)
- Donde nace el recuerdo (1953)

## Filmografia com a escriptor

### Cinema
- Aguas turbulentas (2002)
- Pandemonium, la capital del infierno (1997)
- Cuchillos de fuego (1989)
- La oveja negra (1987)
- El pez que fuma (1977)
- Sagrado y obsceno (1976)
- La quema de Judas (1974)
- Cuando quiero llorar no lloro (1972)
- Caín adolescente (1959)

### Televisió
- La comadre (1979)

## Filmografia com a productor
- El Caracazo (2005)

## Teatre
- Los adolescentes (1952)
- Muros horizontales (1953)
- Caín adolescente (1955)
- Réquiem para un eclipse (1957)
- Cantata para Chirinos (1960)
- Sagrado y obsceno (1961)
- Las pinzas Café y orquídeas (1962)
- Los ángeles terribles (1967)
- El pez que fuma (1968)
- Ratón de ferretería (1972)
- La cenicienta de la ira (1974)
- La cigarra y la hormiga/El viejo grupo (1981)
- Todo bicho de uña (1982)
- Vesícula de nácar (1992)
- La magnolia inválida (1993)
- Reina pepeada (1996)
- Preguntas (1998)